# К-458
К-458 — советская подводная лодка, построенная в 1972—1973 годах по проекту 670М «Чайка» с ракетным комплексом П-120 «Малахит» на вооружении.

## История
Корабль был официально зачислен в списки кораблей ВМФ СССР 6 февраля 1973 года.
12 февраля 1974 года была заложена на судостроительном заводе «Красное Сормово» в Горьком под заводским номером 903.
30 июня 1975 года спущена на воду, в июле того же года была переведена на Северный флот, 29 декабря вступила в строй.
19 февраля 1976 года вошла в 11-ю ДиПЛ 1-й ФлПЛ Северного флота.
25 июля 1977 года переклассифицирована в большую атомную подводную лодку, 15 января 1978 года — вновь в крейсерскую подводную лодку.
24 июня 1991 года была выведена из состава ВМФ. В 2003 году была отбуксирована на судоремонтный завод «Нерпа» и утилизирована.

## Командиры
- Комиссаров В. А.
- Попов Г. Л.
- Алексеев А. Ф.
- Новиков А. В.
- Рожков В. Н.